# Cloniophorus purpurascens
Cloniophorus purpurascens là một loài bọ cánh cứng trong họ Cerambycidae.